# 헬로월드 (웹예능)
《헬로월드 hello, world_》 대한민국의 유튜브 채널 넥넥에서 제작한 웹예능이며 2022년 9월 29일부터 매주 목요일 6시 15분에 방영된다.

## 헬로월드 개요
'헬로월드 hello, world_'는 남녀노소 쉽고 재밌게 코딩을 이해할 수 있도록 돕고자 기획된 프로그램으로, 트위치에서 활동하는 인터넷 방송인 '우정잉'이 출연해 넥슨 직원들과 임무를 수행하며 코딩 지식을 쌓는 내용이다.

## 세계관
총 10층으로 이루어진 넥슨의 탑에서 넥슨 직원들의 스트레스와 감정들이 모여 만든 사념체 버그킹이 넥슨의 탑 곳곳에 버그를 뿌려서 코딩화된 던전을 만들었다.
넥슨의 탑 안에 갇혀있는 사람들은 모두 고통을 받고 있다. 이 버그킹을 무찌르고 탑을 구원할 용사는 우정잉인 것이다.
용사 우정잉은 코딩능력을 습득해서 버그들을 해결하고 버그킹을 무찌를 수 있을까?

## 방송 시리즈
| 방송화 | 방송명                                                                     | 방송일           | 출연진 및 패널           |
| ------ | -------------------------------------------------------------------------- | ---------------- | ------------------------ |
| 0화    | 우정잉, 스트리머 대표로 넥슨에 취업했습니다                                | 2022년 9월 22일  | 우정잉                   |
| 1화    | 우정잉과 루밍이 넥슨에서 만났다...?                                        | 2022년 9월 29일  | 우정잉, 예림, 금래       |
| 2화    | 요즘 초등학생들이 이걸 푼다고? 이 문제 풀면 IQ 200 이하                    | 2022년 10월 6일  | 우정잉, 예림, 금래       |
| 3화    | 온갖 게임으로 우정잉의 마음 확인했습니다                                   | 2022년 10월 13일 | 우정잉, 예림, 금래       |
| 4화    | ☆이벤트 있음!☆ 우정잉 공포게임으로 참교육. 메이플스토리 끈기의 숲 공포ver. | 2022년 10월 20일 | 우정잉, 예림, 금래       |
| 5화    | 예민하고 화나면 발부터 나가는 우정잉                                       | 2022년 10월 27일 | 우정잉, 예림, 금래       |
| 6화    | 또 홀렸습니다… 악마 트레이너도 웃게 만드는 우정잉                          | 2022년 11월 3일  | 우정잉, 예림, 금래, 권혁 |
| 7화    | 자칭 연애고수 우정잉과 연애하는 법 feat.우결퀸 루밍                        | 2022년 11월 10일 | 우정잉, 예림, 금래       |
| 8화    | 살인사건에 우정잉 형사? 범인... 찾을 수 있을까?                            | 2022년 11월 17일 | 우정잉, 예림, 금래       |
| 9화    | 내 가족이 먹지 않는다는 생각으로 만들었습니다. 사장 우정잉                 | 2022년 11월 24일 | 우정잉, 예림, 금래       |
| 10화   | 이세계 코딩 마스터 우정잉, 넥슨 던전 드디어 탈출하나?                      | 2022년 12월 1일  | 우정잉, 예림, 금래       |